# Отомба (тауншип, Миннесота)
Отомба (англ. Automba) — тауншип в округе Карлтон, Миннесота, США. На 2000 год его население составило 137 человек.

## География
По данным Бюро переписи населения США площадь тауншипа составляет 94,3 км², из которых 94,2 км² занимает суша, a вода составляет 0,03 %.

## Демография
По данным переписи населения 2000 года здесь находились 137 человек, 52 домохозяйства и 40 семей. Плотность населения —  1,5 чел./км². На территории тауншипа расположено 94 постройки со средней плотностью 1,0 построек на один квадратный километр. Расовый состав населения: 95,62 % белых, 2,92 % коренных американцев, 0,73 % азиатов и 0,73 % приходится на две или более других рас. 38,9 % населения составляли Finnish, 18,6 % немцы, 12,4 % норвежцев, 8,8 % Polish и 8,0 % American по данным переписи населения 2000 года.
Из 52 домохозяйств в 19,2 % воспитывались дети до 18 лет, в 53,8 % проживали супружеские пары, в 11,5 % проживали незамужние женщины и в 21,2 % домохозяйств проживали несемейные люди. 17,3 % домохозяйств состояли из одного человека, при том 1,9 % из — одиноких пожилых людей старше 65 лет. Средний размер домохозяйства — 2,63, а семьи — 2,85 человека.
20,4 % населения — младше 18 лет, 13,1 % — в возрасте от 18 до 24 лет, 22,6 % — от 25 до 44, 29,9 % — от 45 до 64, и 13,9 % — старше 65 лет. Средний возраст — 40 лет. На каждые 100 женщин приходилось 121,0 мужчин. На каждые 100 женщин старше 18 приходилось 109,6 мужчин.
Средний годовой доход домохозяйства составлял 36 000 долларов, а средний годовой доход семьи —  39 375 долларов. Средний доход мужчин —  32 143  доллара, в то время как у женщин — 35 536. Доход на душу населения составил 17 524 доллара. За чертой бедности находились 5,4 % семей и 10,4 % всего населения тауншипа, из которых 3,7 % младше 18 лет.